# Otto Herschmann
Otto Herschmann (4 de enero de 1877-17 de junio de 1942) fue un deportista austríaco que compitió en natación y en esgrima.
Participó en dos Juegos Olímpicos de Verano, en Atenas 1896 obteniendo una medalla de plata en natación y en Estocolmo 1912 consiguiendo otra medalla de plata.

## Palmarés internacional
| Juegos Olímpicos | Juegos Olímpicos | Juegos Olímpicos | Juegos Olímpicos |
| Año              | Lugar            | Medalla          | Prueba           |
| ---------------- | ---------------- | ---------------- | ---------------- |
| 1896             | Atenas (Grecia)  | Medalla de plata | 100 m libre      |

| Juegos Olímpicos | Juegos Olímpicos   | Juegos Olímpicos | Juegos Olímpicos  |
| Año              | Lugar              | Medalla          | Prueba            |
| ---------------- | ------------------ | ---------------- | ----------------- |
| 1912             | Estocolmo (Suecia) | Medalla de plata | Sable por equipos |